# Luis Estrada (footballeur)
Pour les articles homonymes, voir Luis Estrada.
José Luis Estrada Luévanos (né le 7 juillet 1948 à El Salto au Mexique) est un ancien joueur international de football mexicain, qui jouait au poste de milieu de terrain. Il est désormais entraîneur.
Chino a joué toute sa carrière pour deux clubs mexicains, le FC León et le Cruz Azul, mais est surtout connu pour avoir terminé meilleur buteur du championnat du Mexique lors de la saison 1969.
En tant qu'entraîneur, c'est lui qui révéla Jorge Campos au grand public.